# 李政宇
李政宇（韓語：이정우），韓國電視劇編劇。

## 作品

### 電視劇
- 2010年：KBS《戰友》
- 2014年：KBS《朝鮮槍手》
- 2017年：KBS《最強送餐員》
- 2021年：KBS《太宗李芳遠》
- 2023年：KBS《高麗契丹戰爭》

## 獎項
- 2023年：KBS演技大獎 - 作家獎《高麗契丹戰爭》

## 外部連結
- NAVER搜索